# Kostel Nejsvětější Trojice (Stranná)
Kostel Nejsvětější Trojice ve Stranné je empírovou sakrální stavbou postavenou na místě staršího kostela.

## Historie
Kostel ve Stranné je poprvé zmiňovaný v roce 1361. Poté, co v roce 1820 Strannou těžce poškodil sesuv půdy, musel být v roce 1842 starý kostel nahrazen novým. Po roce 1945 byl opuštěn a k jeho obnově došlo až na počátku 21. století. Do 31. prosince 2012 byl farním kostelem farnosti Stranná, od 3. ledna 2013 se stal z důvodu slučování farností v litoměřické diecézi filiálním kostelem farnosti-děkanství Chomutov.

## Architektura

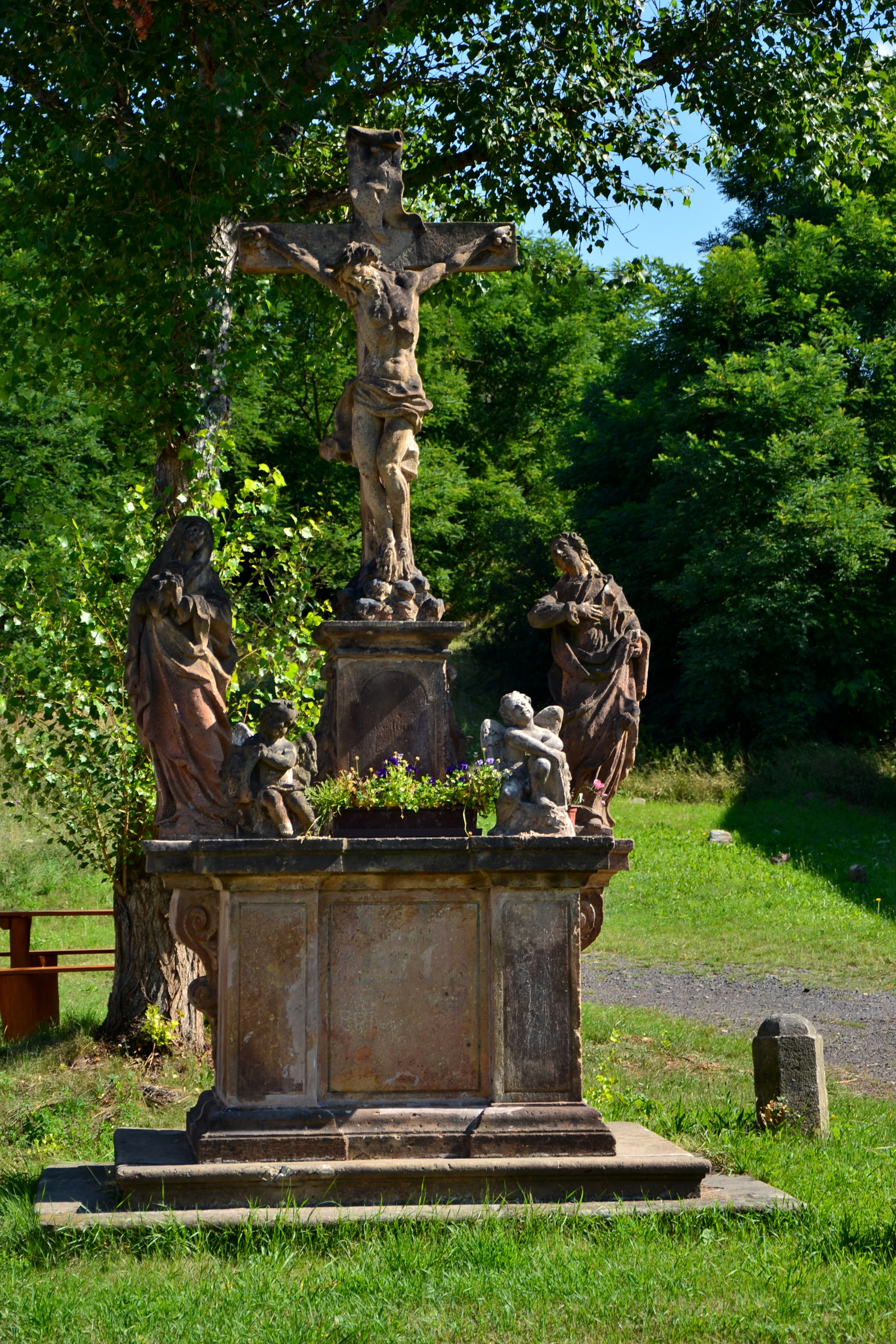
Sousoší Kalvárie ve Stranné

Jedná se o neorientovanou, jednolodní stavbu s trojboce zakončeným presbytářem. Má obdélnou sakristii po straně a hranolovou věž nad hlavním průčelím. Uvnitř má kostel plochý strop. Uvnitř se nacházejí zbytky barokního zařízení a varhany z roku 1859. Krucifix v interiéru pochází z roku 1820.
V kostele bývaly tři zvony. Největší se jménem Linharta ze Štampachu byl roku 1590 odlit Hansem Wieldtem v Jáchymově. Prostřední zvon pocházel také z Jáchymova a odlit byl v roce 1614. Nejmenší zvon pocházel z roku 1544. Po opuštění kostela byla dva zvony přestěhovány do Chomutova. Jeden z nich byl umístěn na městskou věž u kostela Nanebevzetí Panny Marie. Puklý renesanční zvon z roku 1614 koupila v roce 1930 chomutovská městská rada pro městské muzeum. Podle nápisů na zvonu jej odlil jáchymovský zvonař Hans Zinck. Donátory, uvedenými na zvonu nápisem a svými erby, byli manželé Jan Jindřich ze Štampachu a Eleonora Barbora z Fictumu.

## Okolí kostela
Na návsi poblíž kostela se nachází torzo Kalvárie z roku 1873. Na okraji obce pak socha Panny Marie z roku 1858.